# Ушача
Ушача (біл. Ушача, Вушача) — річка у північній Білорусі на території Докшицького, Ушацького та Полоцького районів Вітебської області, ліва притока річки Західної Двіни. Належить до водного басейну Балтійського моря.

## Географія
Річка починає свій витік із боліт на висоті 169,7 м над р. м., в Докшицькому районі у Березинському біосферному заповіднику, за 3,5 км на південний схід від озера Московиця та за 5 км на південний захід від села Путилковичі (Ушацький район), тече у північно-східному напрямку по території Ушацького та Полоцького районів — Ушацько-Лепельською височиною, перед смт Ушачі повертає на північ, в нижній течії протікає Полоцькою низовиною і на західній околиці міста Новополоцьк (навпроти села Тюльки) впадає у річку Західну Двіну. Довжина річки — 118 км, площа басейну — 1150 км². Середньорічна витрата води у гирлі — 8,0 м³/с. Середня швидкість течії — 0,2 м/с, а у нижній течії — 0,3—0,5 м/с. Абсолютне падіння річки (від витоку до гирла) — 64,3 м. Середній похил водної поверхні — 0,54 ‰.
Долина до села Путілковічі — невиразна, нижче трапецієподібна; ширина її до гирла річки Альзиниця сягає 1000 м, нижче — 300—400 м, місцями звужується до 200 м. Береги круті. Заплава двостороння, шириною 0,4—0,6 км, на окремих ділянках до 1,5 км, нижче гирла Альзиниці звужується до 30-50 м. Русло сильно звивисте, у верхній течії шириною 3—10 м, нижче озера Велике Існо — 30—40 м.
Живлення річки змішане, переважно снігове. Повінь починається у кінці 2-ї декади березня і триває до кінця травня, середня тривалість близько 60 днів. Середнє перевищення найвищого рівня над меженню до 1,5 м. Замерзає в 1-й декаді грудня, льодохід на початку квітня.
Річка протікає через озера: Муроги (0,59 км²), Тартак (0,54 км²), Церковище (0,37 км²), Замошшя (0,33 км²), Велике Існо (0,3 км²), Матирине (1,38 км²), Бороди, Воронець (1,18 км²). В басейні річки розташовано ще кілька десятків великих і малих озер, найбільші із них: Звонь (1,46 км²), Глибоке (0,37 км²), Довжина (0,65 км²), Вечілля (1,36 км²), Плино (0,87 км²), Солонець (0,73 км²).

## Притоки
Річка Ушача на своєму шляху приймає воду близько двох десятків різноманітних приток: річок, каналів та струмків. Найбільші із них (від витоку до гирла):
| Назва притоки | Довжина,(км)  | Площа водозбірного басейну,(км²) | Середній похил русла,(м/км) | Витрата води,(м³/с) |
| праві притоки | праві притоки | праві притоки                    | праві притоки               | праві притоки       |
| ------------- | ------------- | -------------------------------- | --------------------------- | ------------------- |
| Крошенка      | 15            | 184                              | 0,4                         | .                   |
| ліві притоки  |               |                                  |                             |                     |
| Ідута         | 11            | .                                | 6,7                         | .                   |
| Альзиниця     | 29            | 270                              | 1,9                         | 1,7                 |
| Нежлівка      | 11            | 73                               | 1,3                         | .                   |

## Населенні пункти
На берегах річки розташовані такі найбільші населені пункти (від витоку до гирла): села Путилковичі, Заозерря, Церковище, Липовець, смт Ушачі, села Вороничі, Заскорки, Фаринове (Горчаки), Рудня, місто Новополоцьк.

## Тваринний світ
У річці мешкають щука, плітка, в'язь, ялець, окунь річковий, минь, краснопірка, йорж звичайний та інші види риб. Відзначено гніздівлі рідкісного для Білорусі птаха — рибалочки. Зустрічаються поселення бобрів.